# Embraced – Clan der Vampire
Embraced – Clan der Vampire (auch: Kindred – Clan der Vampire oder Clan der Vampire) ist eine achtteilige Fernsehserie, die auf dem Pen-&-Paper-Rollenspiel Vampire: The Masquerade basiert.

## Handlung
Die Serie spielt in San Francisco. Unter den Menschen der Stadt leben unerkannt Vampire, die in verschiedenen Clans angeordnet sind. Sie nennen sich selbst Blutsverwandte. Ein uraltes Regelwerk, die „Maskerade“, verhindert eine Entdeckung durch die Sterblichen. Die Führung hat der Ventrue-„Prinz“ Julien Luna inne, der über die Vampire herrscht und die Maskerade wahrt. Ein Rat der Clans, bestehend aus den Anführern der Gangrel, Toreador, Brujah und Nosferatu, sowie sein Vorgänger Archon Raine, stehen ihm dabei zur Seite. Der Prinz steht dabei teilweise in Konflikt mit den anderen Clananführern, die versuchen ihm seinen Führungsanspruch abstreitig zu machen, an allererster Stelle die Brujah, die sich dem kriminellen Leben verschrieben haben. Zudem verliebt er sich in eine sterbliche Reporterin. Ein Detective kommt über eine Vampirgeliebte hinter die Maskerade und versucht das Gesetz in der Stadt aufrechtzuhalten.

## Charaktere

### Hauptcharaktere
Julian Luna(gespielt von Mark Frankel) gehört dem Clan der Ventrue an und ist der Prinz der Stadt. Nach außen hin ist er ein vermögender, zwielichtiger Geschäftsmann, der über großen Reichtum verfügt. Sein Führungsanspruch in der Vampirgesellschaft wird vor allem von den Brujah herausgefordert. Er lebt zusammen mit seiner früheren Geliebten und Toreador-Chefin Lillie Langtry auf einem prunkvollen Anwesen. Seine Beziehung zur Reporterin Caitlin Byrne belastet ihre Beziehung.
Caitlin Byrne(gespielt von Kelly Rutherford) ist eine menschliche, aufstrebende und unnachgiebige Reporterin. Sie ist in Julien Luna verliebt, wahrt aber anfänglich noch Distanz. Von seiner Vampirexistenz weiß sie nichts, aber ihre Reportagen führen sie immer wieder in die Vampirgesellschaft, ohne dass sie hinter die Geheimnisse kommt.
Lillie Langtry(gespielt von Stacy Haiduk) ist Anführerin des Toreador-Clans und Besitzerin des Nachtclubs Haven, der Versammlungsort aller Vampirclans außer den Brujahs ist. Sie ist die frühere Geliebte von Luna.
Detective Frank Kohanek(gespielt von C. Thomas Howell) ist ein menschlicher Detective, der durch den Tod seiner Vampirgeliebten Alexandra, eine frühere Freundin des Prinzen, hinter die Geheimnisse der Maskerade kommt. Durch Alexandra steht er unter Lunas Schutz, aber er misstraut den Vampiren und möchte die Sterblichen vor der Bedrohung der Vampire beschützen. Sein Partner Sonny Toussaint (gespielt von Erik King) ist ebenfalls ein Blutsverwandter, dieser versucht ihn zu beschützen und dabei die Maskerade zu wahren.
Sasha(gespielt von Brigid Walsh) war der letzte menschliche Nachfahre von Julien Luna und ist eine Rebellin. Nach dem Tod ihres Großvaters nimmt Luna sie in sein Haus auf und versucht sie vor den Vampiren zu beschützen. Sasha verliebt sich in Cash, wird jedoch von einem Brujah verwandelt. Hin- und hergerissen zwischen ihrer Liebe zu Cash und ihrer Clanfeindschaft steht sie zwischen den Fronten.

### Nebencharaktere
Cash(gespielt von Channon Roe) ist Anführer der Gangrel. Er wird von Luna als Leibwächter engagiert und verliebt sich in Sasha.
Daedalus(gespielt von Jeff Kober) ist ein Nosferatu und damit Angehöriger eines Clans von extrem deformierten und schreckenerregenden Vampiren. Er wohnt in Lunas Keller und ist dessen engster Vertrauter. Trotz seiner Hässlichkeit hat er sich ein großes Stück Menschlichkeit bewahrt.
Eddie Fiori(gespielt von Brian Thompson) ist der Anführer der Brujah und steht dem Prinzen feindlich gegenüber. Als sich die Konflikte zwischen Luna und ihm zuspitzen, wird er getötet. Sein Nachfolger wird ein jüngerer Brujah namens Cameron.
Archon Raine(gespielt von Patrick Bauchau) ist Ventura und ehemaliger Prinz der Stadt. Er ist der Erzeuger von Luna und bildete ihn zu seinem Vollstrecker aus. Nachdem Luna sein Nachfolger als Prinz wurde und die Clans vereinte, fungierte er als Berater. Auf Grund der Blutschuld, die er auf sich geladen hatte, wurde er vom neuen Brujah-Anführer Cameron getötet.

## Hintergrund
Aaron Spelling, Erfolgsproduzent mit Beverly Hills 90210 und Melrose Place versuchte sich mit „Clan der Vampire“ an einer Vampirserie mit deutlichen Seifenoper-Anteilen. Zwar ist der Stoff im Horror-Genre angesiedelt, doch spielt neben den Action-Elementen auch die Beziehungsebene der Protagonisten eine große Rolle. Nach Beendigung der Dreharbeiten verstarb Mark Frankel bei einem schweren Motorradunfall. Man entschloss sich die mäßig erfolgreiche Serie deshalb einzustellen.
In Deutschland sicherte sich RTL II die Senderechte und sendete den Pilotfilm am 7. Januar 1997 um 23:00 Uhr. Wöchentlich wurde dann eine Folge ausgestrahlt. Zur Zweitausstrahlung kam es am 12. Dezember 2001.
Die Serie basiert auf dem Pen-&-Paper-Rollenspiel Vampire: The Masquerade, wurde jedoch teilweise dem Fernsehen angepasst. Zu den Änderungen zählt zum Beispiel, dass sich die Vampire in der Serie auch tagsüber bewegen können, wenn sie genug Blut getrunken haben. In der deutschen Synchronisation wurde zudem der Clan von Julien Luna von Ventrue in Ventura geändert. Außerdem sind längst nicht alle Clans der Vorlage vertreten.

## Episodenliste
| Nr. (ges.) | Nr. (St.) | Deutscher Titel          | Originaltitel                                        | Erstausstrahlung USA | Deutschsprachige Erstausstrahlung (ja) | Regie           | Drehbuch                     |
| ---------- | --------- | ------------------------ | ---------------------------------------------------- | -------------------- | -------------------------------------- | --------------- | ---------------------------- |
| 1          | 1         | Blutsverwandte           | Pilot                                                | 2. Apr. 1996         | 7. Jan. 1997                           | Peter Medak     | John Leekley                 |
| 2          | 2         | Der Ring des Verbrechens | Prince Of The City                                   | 3. Apr. 1996         | 14. Jan. 1997                          | Peter Medak     | John Leekley                 |
| 3          | 3         | Auf Menschenjagd         | The Nightstalker                                     | unausgestrahlt       | 21. Jan. 1997                          | John Harrison   | John Leekley, P.K. Simonds   |
| 4          | 4         | Bekehrt                  | Romeo And Juliet                                     | 10. Apr. 1996        | 28. Jan. 1997                          | Ralph Hemecker  | Joel Blasberg                |
| 5          | 5         | Im Rausch der Nacht      | Live Fast, Die Young And Leave A Good Looking Corpse | 17. Apr. 1996        | 4. Feb. 1997                           | James L. Conway | Aaron Mendelson, Paul Tamasy |
| 6          | 6         | Gefährlicher Hass        | The Rise And Fall Of Eddie Fiori                     | 24. Apr. 1996        | 11. Feb. 1997                          | Kenneth Fink    | Scott Smith Miller           |
| 7          | 7         | Unschuldiges Blut        | Bad Moon Rising                                      | 1. Mai 1996          | 18. Feb. 1997                          | James L. Conway | Phyllis Murphy               |
| 8          | 8         | Der Trip des Grauens     | Cabin In The Woods                                   | 9. Mai 1996          | 25. Feb. 1997                          | Ralph Hemecker  | Curt Johnson                 |

## DVD
Der Pilotfilm, ein Zusammenschnitt aus den ersten beiden Episoden, wurde in Deutschland mehrmals in geschnittener und ungeschnittener Form sowohl als VHS als auch als DVD veröffentlicht. Seit 2008 liegt die komplette Serie als Doppel-DVD aus dem Hause Koch Media vor.